# Église Saint-Marin
L'église Saint-Marin est une église catholique de Pavie, en Lombardie.

## Histoire
L'église a été fondée par le roi lombard Aistolf, qui a déposé de nombreuses reliques de saints (y compris celles des saints Marin et Léon) enlevés de Rome et qui, après sa mort, ont été enterrés dans l'église,.
Parmi les reliques conservées, il faut également mentionner le corps de Saint-Guy, qui en 1355 l'empereur Charles IV le fit transporter à la cathédrale de Prague. Dans le presbytère de l'église se trouvent un fragment d'une inscription du VIIIe siècle qui mentionne Gisulf et quelques fragments de bas-reliefs de l'époque lombarde. 
A côté de l'église, fut construit un monastère bénédictin, documenté au moins depuis 881. A la fin du XIe siècle le monastère passa à la dépendance de la congrégation française de la Chaise-Dieu de Clermont-Ferrand. L'institution a obtenu de nombreux privilèges et atouts des rois carolingiens et ottoniens puis de l'empereur Frédéric Barberousse, qui accorda au monastère un diplôme en 1155 avec lequel de nombreuses possessions furent confirmées au monastère, principalement situées dans les territoires de Lecco, Bergame et Ottobiano.
C'est précisément au cours de ces années que l'édifice fut remodelé dans des formes romanes et doté d'un clocher, tout en conservant la plupart des murs d'enceinte de l'église du début du Moyen Âge, ainsi qu'une partie de la façade (dans laquelle on peut encore voir les arcs aveugles et quelques ouvertures) et l'abside. En 1281, le monastère passa aux dominicains, qui le conservèrent jusqu'en 1304, date à laquelle ils s'installèrent dans l'église voisine de San Tommaso. La même année, les Bénédictins reprirent possession du monastère, qu'ils conservèrent jusqu'en 1481, date à laquelle les Hiéronymites prirent la relève des Bénédictins et, au cours du XVIe siècle, l'église et le monastère furent soumis à d'importants travaux de reconstruction. Le monastère, qui contrôlait au XVIIIe siècle de nombreuses propriétés agricoles, notamment autour de la ville et dans la région de Pavie, fut supprimé en 1799.

## Architecture

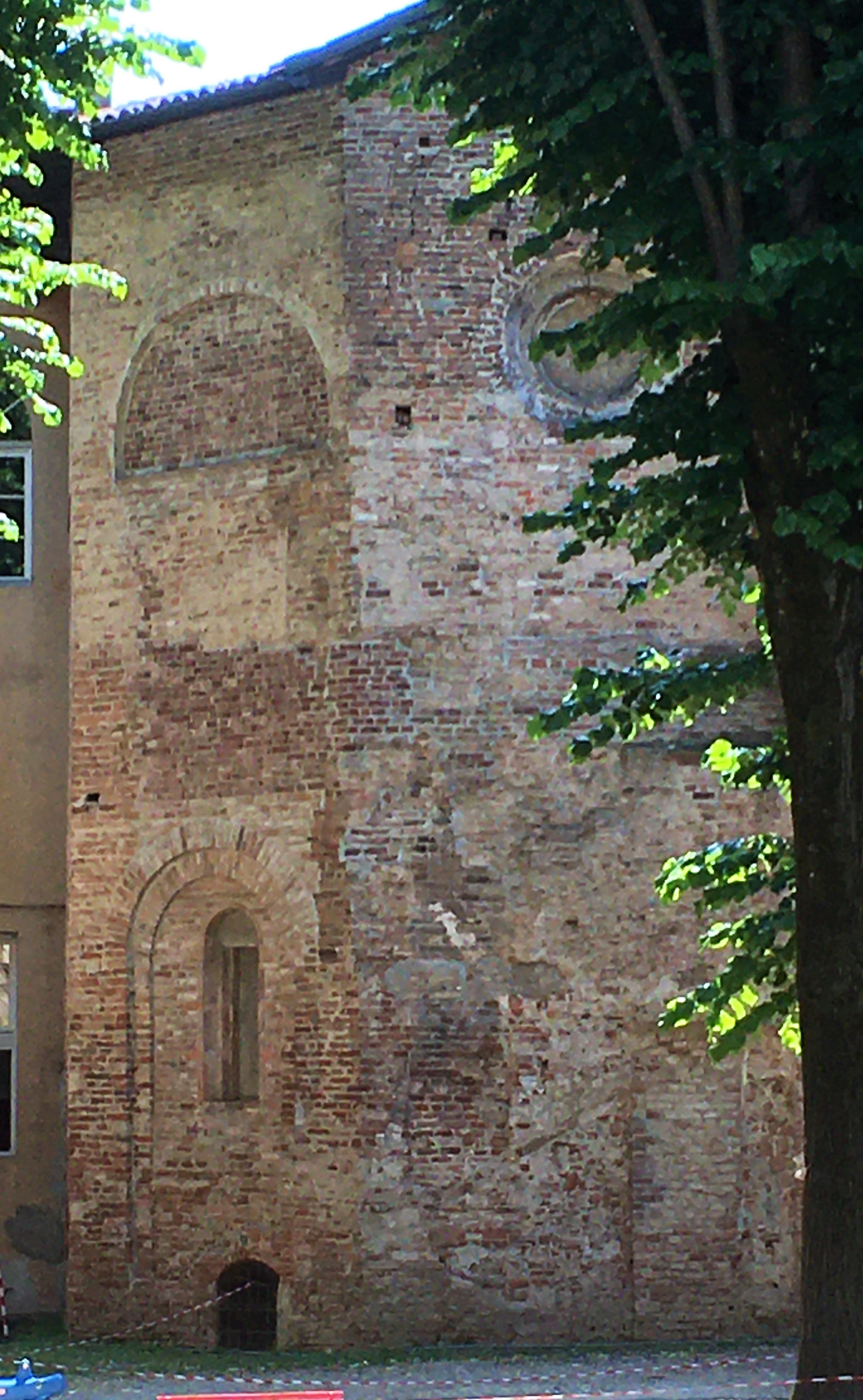
L'abside du début du Moyen Âge (avec des modifications aux XIIe et XVIe siècles).

L'intérieur de l'église, en grande partie remanié entre les XVIe et XVIIe siècles, lorsque l'ancienne organisation planimétrique en trois nefs a cédé la place à une nef avec chapelles latérales, conserve néanmoins des traces de fresques du XIIIe siècle. 
La première chapelle de droite est dédiée à saint Expédit et présente des fresques peintes dans la première décennie du XVIe siècle par Bernardino de Rossi, tandis que la première chapelle de droite, qui était la chapelle de la corporation des orfèvres, était dédiée à saint Éloi de Noyon et a toujours été rafraîchi au XVIe siècle. En revanche, les œuvres de la Renaissance sont plus importantes, comme les stalles en bois du chœur du XVe siècle (de l'église de San Tommaso), l'orgue, œuvre des Antegnati de 1517 et le grand retable de Giampietrino daté de 1521 et aujourd'hui déposé au Palais Épiscopal.